# David Rimoin
David Lawrence Rimoin (* 9. November 1936 in Montreal; † 27. Mai 2012 in Los Angeles) war ein kanadischer Arzt und Genetiker. Er zählte zu den führenden Wissenschaftlern auf dem Gebiet des genetisch bedingten Minderwuchses und der Skelettdysplasien.

## Leben
David Rimoin erwarb 1957 einen Bachelor-Abschluss an der McGill University in Montreal und schloss 1961 sein Studium mit Abschlüssen in Medizin sowie einem Master in Genetik ab. Bis 1963 war er Assistenzarzt am Royal Victoria Hospital in seiner Heimatstadt und wechselte dann auf Einladung des Genetikers Victor Almon McKusick an die Johns Hopkins University, wo er bis 1964 ebenfalls als Assistent klinisch tätig war und 1967 mit der Arbeit Genetic Disorders of the Endocrine Glands einen Ph.D. in Genetik erwarb. Anschließend war er als Assistant Professor für Pädiatrie und Direktor der Klinik für Medizinische Genetik an der Washington University in St. Louis tätig. 1970 wechselte Rimoin als Associate Professor für Kinderheilkunde und stellvertretender Direktor des Clinical Research Center an die University of California, Los Angeles (UCLA). Von 1970 bis 1976 leitete er die Abteilung für Medizinische Genetik am Harbor-UCLA Medical Center. Er wurde 1973 Professor und wirkte von 1986 bis 2004 als stellvertretender Vorsitzender der Abteilung für Kinderheilkunde der UCLA School of Medicine. Von 1986 bis 2004 leitete Rimoin zudem das Medical Genetics-Birth Defects Center am Cedars-Sinai Medical Center. Ab 2001 war er Professor für Pädiatrie, Medizin und Humangenetik an der David Geffen School of Medicine at UCLA. 2004 wurde er Direktor des Instituts für Medizinische Genetik am Cedars-Sinai Medical Center.
Rimoin war mit Ann Piilani Garber verheiratet und Vater zweier Töchter und eines Sohnes.

## Wirken
Zu Rimoins Hauptforschungsgebieten zählten Minderwuchs, Skelettdysplasien und erbliche Erkrankungen des Bindegewebes. Gemeinsam mit dem Populationsgenetiker Luigi Luca Cavalli-Sforza untersuchte er in den 1960er Jahren den Hormonhaushalt von Pygmäen in Zentralafrika. 1970 begründete er gemeinsam mit Ralph Lachman und Marianee Priore das International Skeletal Dysplasia Registry (ISDR). Rimoin war an der Beschreibung der Gendefekte von etwa 45 verschiedenen Skelettdysplasien beteiligt und beschrieb über 25 genetisch bedingte Syndrome.
Frühe Untersuchungen Rimoins widmeten sich der Genetik des Diabetes mellitus. Er gehörte zu den Wissenschaftlern, welche in den 1960er Jahren die Homogenität des Diabetes mellitus anzweifelten und vielmehr von einer Gruppe von Stoffwechselerkrankungen ausgingen.
Der von seinem Mitarbeiter Michael Kaback entwickelte Screening-Test für das Tay-Sachs-Syndrom wurde von Kaback und Rimoin als flächendeckende Screening-Untersuchung für Neugeborene in Kalifornien eingeführt.
Rimoin war Mitautor von über 400 wissenschaftlichen Veröffentlichungen und Herausgeber und Autor verschiedener Lehrbücher, darunter das in mehreren Neuauflagen vorliegende Emery and Rimoin’s Principles and Practice of Medical Genetics. Zudem war er Mitglied in zahlreichen Fachgesellschaften, Zeitschriften-Redaktionen und wissenschaftlichen Gremien.

## Veröffentlichungen (Auswahl)
- D. Rimoin, R. Schimke: Genetic Disorders of the Endocrine Glands. Mosby, 1971, ISBN 0-8016-4123-3.
- I. Rotter, M. Samloff, D. Rimoin (Hrsg.): The Genetics and Heterogeneity of Common Gastrointestinal Disorders. Academic Press, New York 1980, ISBN 0-12-598760-9.
- A. Emery, D. Rimoin (Hrsg.): Emery and Rimoin’s Principles and Practice of Medical Genetics. Churchill Livingstone, New York 1983. (5. Auflage 2006, ISBN 978-0-443-06870-6.)
- A. Orno, Z. Borochowitz, R. Lachman, D. Rimoin: Atlas of Fetal Skeletal Radiology. Year Book Medical Publishers, Chicago 1988, ISBN 0-8151-6544-7.[8]